# Kasséri
Cet article possède des paronymes, voir Kassari et Kassiri.
Le kasséri (en grec moderne κασέρι ou en turc kaşer ou kaşar) est un fromage blanc-jaune pâle mi-dur fait de lait de brebis non pasteurisé avec, le cas échéant, du lait de chèvre. Il existe également une version au lait de vache.

## Composition
Le kasséri est blanc-jaune avec très peu ou pas de trous, il a un goût plaisant et un arôme riche. Il a une teneur maximum en humidité de 45 % et en matières grasses de 40 % minimum.
C'est un fromage à la texture douce, plus filandreuse que friable, légèrement caoutchouteux, à masse compacte. Il a une croûte dure et appartient à la famille des fromages à pâte filée, tels que le Provolone. Le kasséri peut être cylindrique, d'un diamètre de 25 à 30 cm et d'une hauteur de 7 à 10 cm. Il peut être rectangulaire. Le kasséri au lait de chèvre ne doit pas en contenir plus de 20 % du total. 

## Mode de création et de conservation
Il est nécessaire d'utiliser du lait non-pasteurisé pour obtenir la saveur correcte ainsi que la  bonne texture. Il lui faut vieillir au moins trois ou quatre mois à une température de 18 °C pour que sa saveur se développe. Le kasséri âgé ressemble légèrement au parmesan ou au Asiago mais il n'est pas aussi crémeux.

## Mode de consommation
Il est consommé en l'état, râpé ou sur une pizza. 

## Appellation d'origine protégée européenne
Le kasséri est protégé par une appellation d'origine protégée européenne depuis 1992, appellation modifiée en 2000 : 
« Conformément à l'article 9 du règlement (CEE) n° 2081/92, le gouvernement grec a demandé la modification d'un élément du cahier des charges concernant la dénomination "Kasseri" enregistrée en tant qu'appellation d'origine protégée par le règlement (CEE) n° 1107/96; ainsi la teneur maximale en humidité de ce fromage est portée de 40 % à 45 %. Cette limite est celle des fromages similaires à pâte semi-dure qui sont en concurrence avec le Kasseri, la teneur de 40 % est objectivement difficile à atteindre et elle n'a pas d'incidence sur la justification du lien entre le produit et l'aire délimitée. De ce fait, il s'agit d'une modification mineure. »